# 吳家錄
吳家錄（1928年5月13日—2012年1月24日），臺灣彰化縣秀水鄉人，新光人壽人物，退休後成立基金會培育保險業人才。

## 生平

### 早年事蹟
吳家錄生於1928年5月13日，出生地為彰化秀水。張克輝回憶就讀臺中州立彰化商業學校時，與同窗吳家錄、張哲生關係好，甚至會互相幫忙考試作弊。畢業後，吳家錄先從事教職。
1949年2月11日，吳家錄在前第一銀行董事長黃逢平介紹下，進入當時只有十多位員工的新光商行。雖吳家錄與新光集團創辦人吳火獅同姓，日後吳家錄又高升，但兩人沒有親戚關係。吳家錄當時薪水是舊臺幣1,000萬元，換成新台幣為250元。

### 進入保險業
1961年，中華民國政府開放金融保險市場時，吳火獅便指派原擔任會計的吳家錄去從事保險業。起初，以紡織為主力的新光集團為了節省工廠設備、貨品、原料與設備等保險費，就自己成立物產保險公司，直到1963年財政部宣布之後暫時停發人壽保險業牌照，才急忙踏入人壽保險。該年7月18日，新光人壽股東大會，決議吳煥堂為新光人壽財務經理。同月30日新光人壽開業，當天也就是財政部規定期限的前一天。
吳家錄回想當初進入保險業時，其實他本人之前對保險既一無所知，甚至別人向他拉保也排拒。他早期業務推動的重點是農村，和農村地方上較有影響力人士建立良好人際關係，並以村里長作「樣本保險」來推動。由於新光人壽是開放民營後最末一家登記者，臺灣西部已市場競爭激烈，就由吳家錄率領幹部至宜蘭縣、花蓮縣、臺東縣等東臺灣拓展市場。他也加強外勤業務人員的在職訓練，使他們有專業知識以應對各種問題與拒絕，以建立從事人壽保險行的信心。當時在電影院作廣告需新台幣數千元，且又是播完才播，於是吳家錄便動員員工去各大電影院以每次新台幣5毛的代價假裝找人，讓「新光人壽陳經理」、「新光人壽黃先生」等字眼插播在螢幕上來打廣告，還使得台北國際戲院誤會該公司員工很喜歡看電影。對於如何如其他競爭，他打出「最少的保費，最高保障」，讓保費每月比其他8家公司便宜1元，且飛機失事或火災身亡等理賠金額是其他8家公司的5倍。

### 受新光重用
吳家錄除籌設經營新光人壽外，又持續透過投資不動產為公司帶來龐大獲利，使新光人壽跟國泰人壽在一樣台灣保險業中皆有大片土地。1969年8月20日，新光人壽股東臨會，吳家錄因表現傑出，升任總經理。
1973年，吳家錄在吳火獅未先看過下，買下花蓮溪和壽豐溪交界210萬坪的河床地，即是現在的新光兆豐休閒農場。當初，吳家錄本想開採當地的砂石以外銷日本，但卻被買方叫停。吳家錄憶起當吳火獅從國外回來看到這塊石頭地忍不住責罵，這是他第一次看到吳火獅對他極度失望。
後來，吳家錄又舉行「討人厭的人壽保險」有獎徵答、規定寫「新光人壽造福人群」書法比賽，進一步提升新光人壽知名度。1978年7月13日，新光人壽推出「新光百齡終身壽險」，在臺灣首創保險人可在活的時候領保險金、身故時又可得到賠償的生死合險。其宣傳詞「活得越久，領得越多」，就是出自吳家錄的創意。
臺灣在1960年代就興起商業性人壽保險，但以廣告大力促銷卻1980年代才盛行，被認為成功的範例是國泰人壽以大樹、新光人壽以大傘為企業形象。1982年2月9日，新光人壽在臺灣首創普通身故有5倍保障的「新光吉利終身壽險」，宣傳以25歲投保新台幣100萬元來日繳保82元，即可得到500萬元的保障。時任總經理的吳家錄認為保險的功能猶如傘般，廣告即以此巧思為底本，刻意於傘面標示了100萬、300萬及500萬等字樣。為此找來巴戈、鄒美儀演出遇到大雨天，倆人從合撐一把小傘，不斷換更大的傘，直到後來有人為他們撐上一把傘面寫著500萬元的傘。後，新光人壽認為強調「雨傘」太過「陰暗」了，下次廣告改於眾人於亮麗陽光海灘的墾丁國家公園撐起一把超大型的陽傘。巴戈、鄒美儀這廣告，就是臺灣人叫超大型雨傘為「500萬」的由來。新光人壽企業的形象廣告也拍攝美濃紙傘的製造過程，以眾人在三合院廣場都撐著傘作收場。

### 退休培育人才
在吳家錄擔任21年新光人壽總經理期間，連任五屆、14年的壽險公會理事長和財政部保險審議委員。1990年4月26日，新光人壽股東常會，吳家錄改任副董事長。
1994年1月5日，吳家錄先捐贈1,000萬元作為培育保險人才的吳家錄保險文化基金。金融監督管理委員會委員凌氤寶說，自己退伍後首份工作就在新光人壽，見到吳家錄其重視新進人員保險教育，並讓他取得基金獎學金赴國外深造。吳家錄也赴北京清華大學、復旦大學演講，並因是張克輝好友關係，直接由機場貴賓室進出、由公安警車開道接送。
2006年起，吳家錄以耗資約4億元逐步收購陽明山仰德大道三段白雲山莊的土地，也逐步買下白雲山莊開發公司股權，與妻子溫翠眉住在裡面的歐式豪宅中。吳家錄與妻子育一男四女、及一名王姓女子育一男。作家洪詩棠為替吳家錄寫回憶錄，就數年去吳家錄在陽明山的住家聽口述歷史。
至於新光兆豐農場則在2000年起耗資6千餘萬，先透過衛星透地偵測，日後掘到二子山溫泉泉脈的氯化物碳酸鹽泉。退休的吳家錄在總公司內設立退休人員聯誼所，開辦養生及等課程，定期舉辦赴此農場旅遊。2009年7月2日，兆豐農場合法溫泉標章揭牌時，吳家錄說是吳火獅的遠見。該年8月9日，吳家錄拿到台灣保險業中最高榮譽的國際龍獎IDA終身成就獎，由金管會副主委李紀珠代表頒獎。
2010年6月14日，國立中山大學校長楊弘敦頒發名譽博士學位給吳家錄。9月28日，吳家錄舉行自傳《討厭人壽保險的人》新書發表會，兼與妻子溫翠眉慶祝結婚60周年鑽石婚。11月28日，德明財經科技大學的家錄先生保險研究室揭牌，裡面陳列吳家錄於壽險經營的相關文件。
2012年1月24日上午，吳家錄於臺大醫院逝世。

## 身後
吳家錄去世後，吳家錄保險文化基金由吳家錄之子吳邦聲接手。2020年9月30日，致理科技大學在綜合教學大樓成立吳家錄博士保險科技研究中心，由吳邦聲、該學董事長梁聖時及校長陳珠龍、財團法人保險事業發展中心董事長桂先農揭牌。
吳家錄保險文化基金成立30年來，至2023年已頒發獎學金與研究經費累計達8,680萬元，累積3,376位學生受惠。